# Tachina casta
Tachina casta är en tvåvingeart som först beskrevs av Camillo Rondani 1859.  Tachina casta ingår i släktet Tachina och familjen parasitflugor. Arten har ej påträffats i Sverige. Inga underarter finns listade i Catalogue of Life.